# 1035 Amata
1035 Amata este un asteroid din centura principală, descoperit pe 29 septembrie 1924, de Karl Reinmuth.